# Mezinárodní hotel Janggakto
Mezinárodní hotel Janggakto (korejsky 양각도국제호텔 – Janggakto kukče hotchel) je hotel v Pchjongjangu, hlavním městě Severní Korey. Leží na jižním okraji centra na severovýchodním konci ostrova Janggak na řece Tedong ve čtvrti Čunggujŏk. Má výšku  170 metrů, což z něj dělá druhou nejvyšší budovu Severní Korey po hotelu Rjugjong, a v 47. podlaží je otáčivá restaurace. Má přibližně tisíc pokojů. Stavěn byl v letech 1986 až 1992 francouzskou firmou Campenon Bernard a otevřen v roce 1996.
Za údajnou krádež plakátu v tomto hotelu byl vězněn americký student Otto Warmbier, který byl po roce propuštěn do Spojených států amerických a následně za několik dní zemřel.